# 浅倉秋成
浅倉 秋成（あさくら あきなり、1989年11月8日 - ）は、日本の小説家。千葉県出身。関東在住。

## 略歴
大学卒業後、印刷会社の営業マンを経て、2012年12月、第13回講談社BOX新人賞“Powers”で、Powersを受賞した長編『ノワール・レヴナント』でデビュー。同時投稿作の『フラッガーの方程式』も2013年7月に書籍化された。

## 人物
173cm、66kg、A型。浅倉冬至名義でも活動を行っていたことを自身のTwitterで言明している。プロ野球チームとしては千葉ロッテマリーンズのファンであるという。
高校時代は小中学校の同級生だったジャンボたかお（現・レインボー）とお笑いコンビを組んでM-1甲子園に出場した経験がある。
散りばめられた幾つもの伏線と鮮やかな展開から「伏線の狙撃手」との二つ名がある。

## 受賞・候補歴
- 2012年 - 『ノワール・レヴナント』で第13回講談社BOX新人賞"Powers"受賞。
- 2020年 - 『教室が、ひとりになるまで』で第20回本格ミステリ大賞（小説部門）候補[5]、第73回日本推理作家協会賞（長編及び連作短編集部門）候補[6]。
- 2021年 - 『六人の嘘つきな大学生』で第12回山田風太郎賞候補[7]、ブランチBOOK大賞2021大賞受賞。
- 2022年 - 『六人の嘘つきな大学生』で第43回吉川英治文学新人賞候補、第22回本格ミステリ大賞（小説部門）候補[8]、第19回本屋大賞候補（第5位）[9]。『俺ではない炎上』で第13回山田風太郎賞候補[10]、ほんタメ文学賞2022年上半期【たくみ部門】大賞受賞。
- 2023年 - 『ファーストが裏切った』で第76回日本推理作家協会賞（短編部門）候補[11]。
- 2023年 - 『俺ではない炎上』で第36回山本周五郎賞候補。

## ミステリ・ランキング
- 週刊文春ミステリーベスト10
  - 2021年 - 『六人の嘘つきな大学生』6位
  - 2022年 - 『俺ではない炎上』9位

- このミステリーがすごい!
  - 2020年 - 『教室が、ひとりになるまで』38位
  - 2022年 - 『六人の嘘つきな大学生』8位
  - 2023年 - 『俺ではない炎上』19位

- 本格ミステリ・ベスト10
  - 2020年 - 『教室が、ひとりになるまで』13位
  - 2022年 - 『六人の嘘つきな大学生』4位
  - 2023年 - 『俺ではない炎上』14位

- ミステリが読みたい!
  - 2022年 - 『六人の嘘つきな大学生』8位
  - 2023年 - 『俺ではない炎上』16位

## 作品リスト

### 単著
- ノワール・レヴナント（2012年12月 講談社BOX / 2021年9月 角川文庫）装画：N村雄飛（講談社BOX）、wataboku（角川文庫）
- フラッガーの方程式（2013年3月 講談社BOX / 2021年4月 角川文庫）装画：中村ゆうひ（講談社BOX）、模造クリスタル（角川文庫）
- 失恋覚悟のラウンドアバウト（2016年7月 講談社）装画：中村ゆうひ
  - 【改題】失恋の準備をお願いします（2020年12月 講談社タイガ）装画：usi
- 教室が、ひとりになるまで（2019年3月 KADOKAWA / 2021年1月 角川文庫）装画：Re°（単行本）、田中寛崇（角川文庫）
- 九度目の十八歳を迎えた君と（2019年6月 東京創元社 ミステリ・フロンティア / 2020年11月 創元推理文庫）装画：瀬戸羽方（ミステリ・フロンティア）、前田ミック（創元推理文庫）
- 六人の嘘つきな大学生（2021年3月 KADOKAWA / 2023年6月 角川文庫）装画：雪下まゆ
- 俺ではない炎上（2022年5月 双葉社 / 2024年6月 双葉文庫）
- 家族解散まで千キロメートル（2024年3月 KADOKAWA）装画：kigimura
- まず良識をみじん切りにします（2024年10月 光文社）装画：タケウマ

### 雑誌掲載作品
小説
- アンフェアトレード（2014年6月 『BOX-AiR』36号）イラスト：中村ゆうひ
- 川縁にて（2021年7月 『STORY BOX』8月号）
- イズカからユウトへ（2021年7月 『STORY BOX』8月号）
- 糸の人を探して（2021年9月 『小説 野性時代』第214号）
- 傘がない（2022年3月 『ジャーロ』No.81 2022 MARCH）
- 木道（2022年3月 『ジャーロ』No.81 2022 MARCH）
- そうだ、デスゲームを作ろう（2022年7月 『ジャーロ』No.83 2022 JULY）
- ファーストが裏切った（2022年11月 『ジャーロ』No.85 2022 NOVEMBER）
- かわうそをかぶる（『小説新潮』2023年3月号）
- 花嫁がもどらない（2023年3月 『ジャーロ』No.87 2023 MARCH）
- 行列のできるクロワッサン（2023年7月『ジャーロ』No.89 2023 JULY）
- 完全なる命名（2024年3月『ジャーロ』No.93 2024 MARCH）
- 臆り億り人（2024年5月『小説新潮』2024年6月号）
- 笑いに溶けて（2025年5月『小説新潮』2025年6月号）

エッセイなど
- 一期一衣（『小説すばる』2021年5月号）
- Iの告白 よくわからなくて面倒で就活（『別冊文藝春秋』2021年9月号）
- TRIP体験（『小説トリッパー』2021年秋号）
- 〆切めし（『小説現代』2022年1・2月合併号）
- 愛を叫ぶ（『別冊文藝春秋』2022年3月号）

### 漫画原作
- ダブルアクト（『ジャンプSQ.RISE』2020 AUTUMN）漫画：金丸栄一
- ショーハショーテン!（『ジャンプSQ』2021年11月号[12] - 2025年9月号[13]）漫画：小畑健

### ラジオドラマ
- パリ、オードブルからデセールまで（TOKYO FM「JET STREAM」2024年7月22日 - 7月26日、全5話）

### 解説
- べらぼうくん（2022年9月 文春文庫）万城目学

### 浅倉冬至名義（ノベライズ）
- 小説 映画『進撃の巨人 ATTACK ON TITAN』（2015年8月 講談社）原作：諫山創 脚本：渡辺雄介 町山智浩
- 小説 映画『進撃の巨人 ATTACK ON TITAN エンド オブ ザ ワールド』（2015年9月）原作：諫山創 脚本：渡辺雄介 町山智浩

## メディアミックス

### コミカライズ
- フラッガーの方程式（一迅社「月刊ComicREX」、2013年11月号 - 2014年10月号 / REXコミックス、2014年1月 - 9月、全2巻）漫画：こんがりぱすた
- 六人の嘘つきな大学生【プラス1】（KADOKAWA「ヤングエース」、2022年7月号 - ）漫画：大沢形画、キャラクター原案：杉基イクラ
- 俺ではない炎上（双葉社「漫画アクション」、2025年8月5日号 - 連載中）漫画：桜鳥556

### ラジオドラマ
- 六人の嘘つきな大学生（NHK-FM 青春アドベンチャー、2022年1月17日 - 1月28日、全10回）脚色：藤井香織、主演：奥野壮、土村芳

### 舞台
- リーディングアクト「六人の嘘つきな大学生」（DMM STAGE、2022年6月22日 - 6月25日）脚本：真柴あずき、演出：山崎彬、主演：牧島輝、中村ゆりか

### 映画
- 六人の嘘つきな大学生（東宝、2024年11月22日公開）脚本：矢島弘一、監督：佐藤祐市、出演：浜辺美波、赤楚衛二、佐野勇斗
- 俺ではない炎上（松竹、2025年9月26日公開予定）脚本：林民夫、監督：山田篤宏、主演：阿部寛